# Большая Дмитриевка (Саратовская область)
Большая Дмитриевка — село в Лысогорском районе Саратовской области, административный центр Большедмитриевского сельского поселения.

## История
Первые упоминания о существовании населенного пункта относятся к 1700 году, но ранее на территории уже существовали поселения. Первая церковь была построена в 1748 году. Каменная церковь с колокольней построена в 1837 году на средства помещика, князя Виктора Павловича Кочубея. Церковь однопрестольная во имя святого великомученика Дмитрия Солунского. Церковно-приходской школы не было, но имелись две земские школы в с. Большая Дмитриевка и в с. Двоенки. С 1905 по 1908 гг. на территории Лысогорского района самыми крупными селами были Большая Дмитриевка и Широкий Карамыш. В селе Большая Дмитриевка проживало 2000 чел. Имелось волостное правление, училище, больница, 12 лавок, паровая мельница.
В 1960-70 гг. церковь разрушена.

## Население
| 1989 | 2002 | 2006 | 2009 | 2010 |
| ---- | ---- | ---- | ---- | ---- |
| 763  | ↘708 | ↗740 | ↘725 | ↘640 |

## Инфраструктура
Имеется средняя школа, детский сад, больница со стационаром, аптечный пункт, дом культуры, почтовое отделение.